# Gymnocalycium damsii
A Gymnocalycium damsii a valódi kaktuszok (Cactaceae) Trichocereeae nemzetségcsoportjának Gymnocalycium nemzetségébe tartozó gömbkaktusz faj.

## Elterjedése
A faj törzsváltozata Észak-Paraguayban honos.

## Megjelenése, felépítése
Teste rendszerint apró, lapított, kültakarója zöld. Általában tíz széles, domborulatos bordája van; a bordák között keskeny árkokkal. A bordák kidomborodásain elhelyezkedő areolákból egyenlőtlen hosszú töviskék nőnek.
Bimbója hengeres. A virágcső keskeny, a tölcsér alakú, 4–5 cm-es virágok többnyire fehérek.

## Életmódja
Már fiatalon virágzóképes.

## Ismertebb változatok
- Gymnocalycium damsii var. centrispinum: Bolíviában honos.